# Frederick Toms
Frederick Percy Toms (Barrie, Ontario, 15 d'abril de 1885 - ?) va ser un remer canadenc que va competir a començaments del segle xx.
El 1908 va prendre part en els Jocs Olímpics de Londres, on guanyà la medalla de plata en la prova de dos sense timoner del programa de rem, junt a Norway Jackes.